# Retable de Santa Lucia dei Magnoli
Pour les articles homonymes, voir Retable de Sainte Lucie.
Le retable de Santa Lucia dei (ou de’) Magnoli (en italien : Pala di Santa Lucia dei Magnoli,  aussi appelé Sacra Conversazione), est une œuvre du peintre italien Domenico Veneziano, exécutée vers 1445-1447, conservée au musée des Offices, à Florence.

## Histoire
Le retable ornait autrefois le maître-autel  de l'église Santa Lucia dei Magnoli, à Florence.
Le retable est signé sur la première marche du  gradin :
OPVS DOMINICI DE VENETIIS HO[C] MATER DEI MISERERE MEI DATVM EST

## Thème
La Vierge à l'Enfant est selon une des figures de l'iconographie chrétienne représentée en  Conversation sacrée, soit trônant dans une architecture terrestre, et  entourée de figures saintes  :
de gauche à droite, saint François d'Assise, saint Jean Baptiste, saint Zénobe et sainte Lucie. Saint Jean-Baptiste et saint Zénobie sont les saints patrons de la ville et du diocèse de Florence, sainte Lucie est la dédicataire de l'église ; enfin, saint François est supposé s'être rendu dans cette église lors de son premier séjour à Florence, en 1211. Le visage de saint Jean Baptiste est un autoportrait du peintre.

## Description
La composition se caractérise par une luminosité très étudiée, l'emploi d'une palette claire et la création d'espaces vastes et aérés, démontrant la maîtrise de la perspective - selon les principes exposés par Alberti dans son traité De Pictura (1435) - par l'utilisation d'éléments architecturaux et de jeux d'ombre. Les volumes sont modelés avec grâce, et la tonalité « pastel » de la palette résulte des fines variations sur la lumière et l'espace. La maîtrise de la perspective est attestée par la représentation du pavement, ainsi que la position des personnages définie par le cadre architectural symétrique, avec des chapiteaux en saillie surmontés de voûtes à arcs en plein cintre. La scène se situe dans une élégante loggia décorée de marqueterie en marbre et éclairée par une lumière pâle et délicate descendant obliquement de droite à gauche mettant en évidence l'utilisation de jeux d'ombre. Au premier plan figure le pavement avec une marqueterie de marbre, puis la loggia, et enfin la cour polygonale avec niches, les différentes couleurs mettant en évidence les structures architecturales.
L'axe central de toute la composition est constitué par la figure de la Vierge sur le trône qui se situe au sommet d'un triangle dans lequel sont disposés les personnages des saints. L'élément linéaire est effacé par la lumière claire qui provient d'en haut à droite, mettant en évidence les profils des personnages. C'est précisément cette « synthèse de couleurs » comme la définit Roberto Longhi, qui constitue l'élément fondamental qui a été transmis à Piero della Francesca, bien visible dans ses chefs-d'œuvre comme La Légende de la Vraie Croix (Basilique San Francesco d'Arezzo). Les couleurs limpides et pures de Domenico Veneziano sont souvent expliquées par sa présumée origine vénitienne, qui en réalité est uniquement suggérée par son nom.

## Analyse
Après L’Annonciation de Fra Angelico (1426), le retable de Santa Lucia dei Magnoli est l'un des premiers exemples qui subsistent encore aujourd'hui de tabula quadrata sine civoriis (panneau carré sans séparations), exigence de plus en plus fréquente à cette époque chez les commanditaires florentins, et qui marque une volonté de rompre avec les canons esthétiques de la période médiévale ; ils suivent en cela les recommandations énoncées par Brunelleschi en 1425 pour la basilique San Lorenzo. 

### Prédelle
Le retable était à l'origine accompagné d'une prédelle, aujourd'hui divisée en cinq éléments partagés entre plusieurs musées (comme beaucoup de polyptyques italiens démembrés et dispersés) : 
- Les Stigmates de saint François et Saint Jean dans le désert la National Gallery of Art de Washington,
- L'Annonciation et Le Miracle de saint Zénobe au Fitzwilliam Museum de Cambridge
- Le Martyre de sainte Lucie à la Gemäldegalerie de Berlin.

Prédelle reconstituée du retable de Santa Lucia dei Magnoli
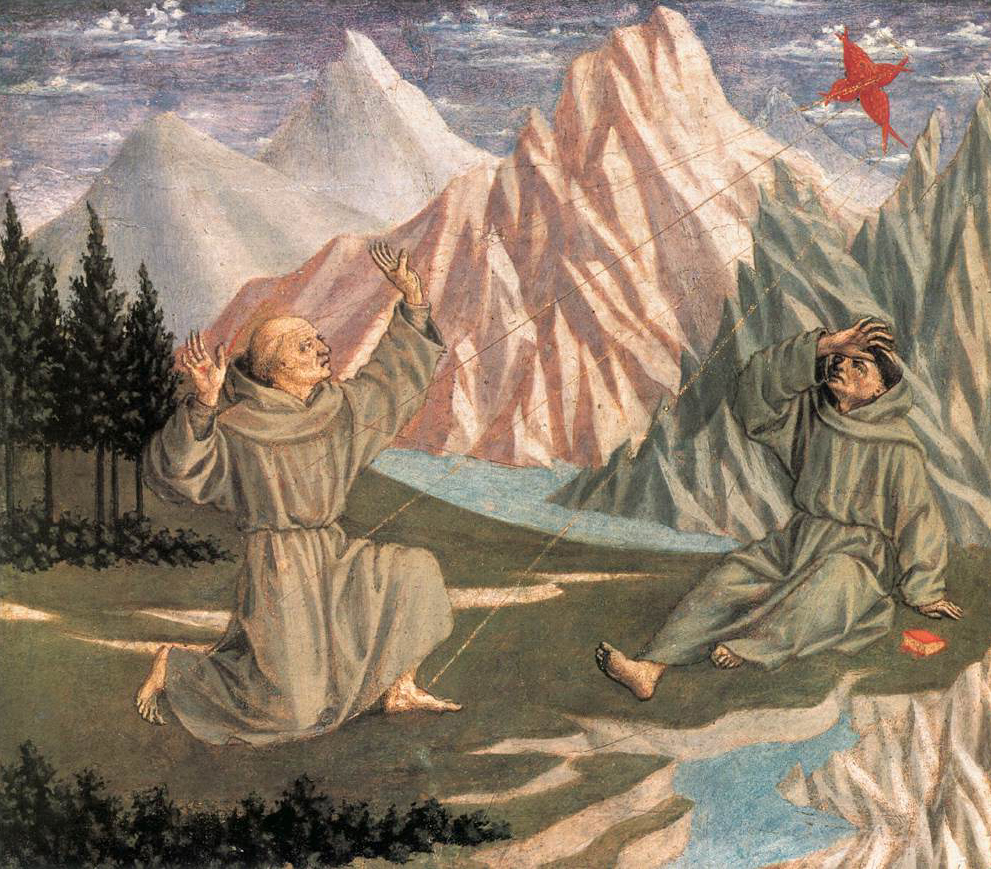
Les Stigmates de saint François.
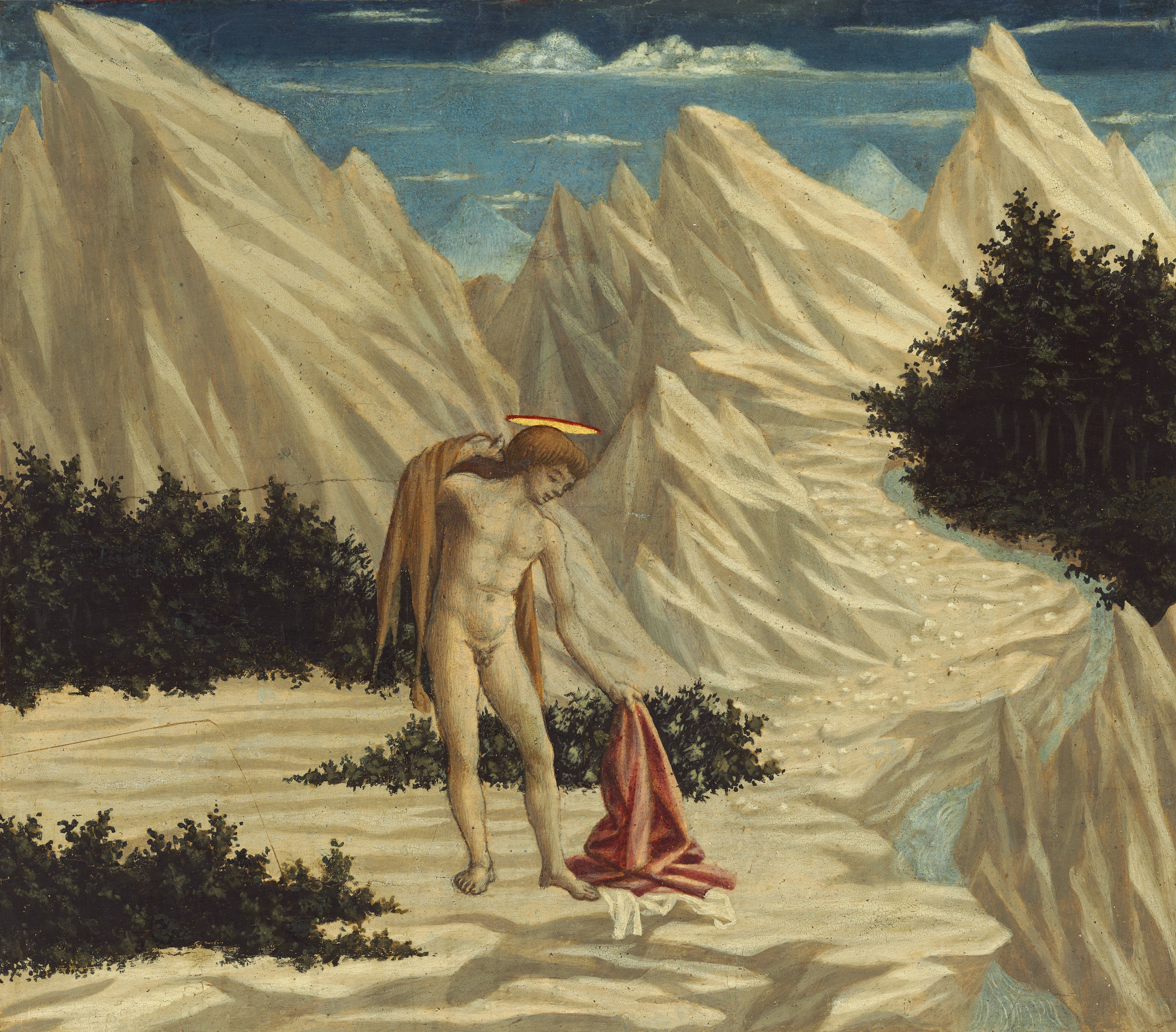
Jean le Baptiste dans le désert.
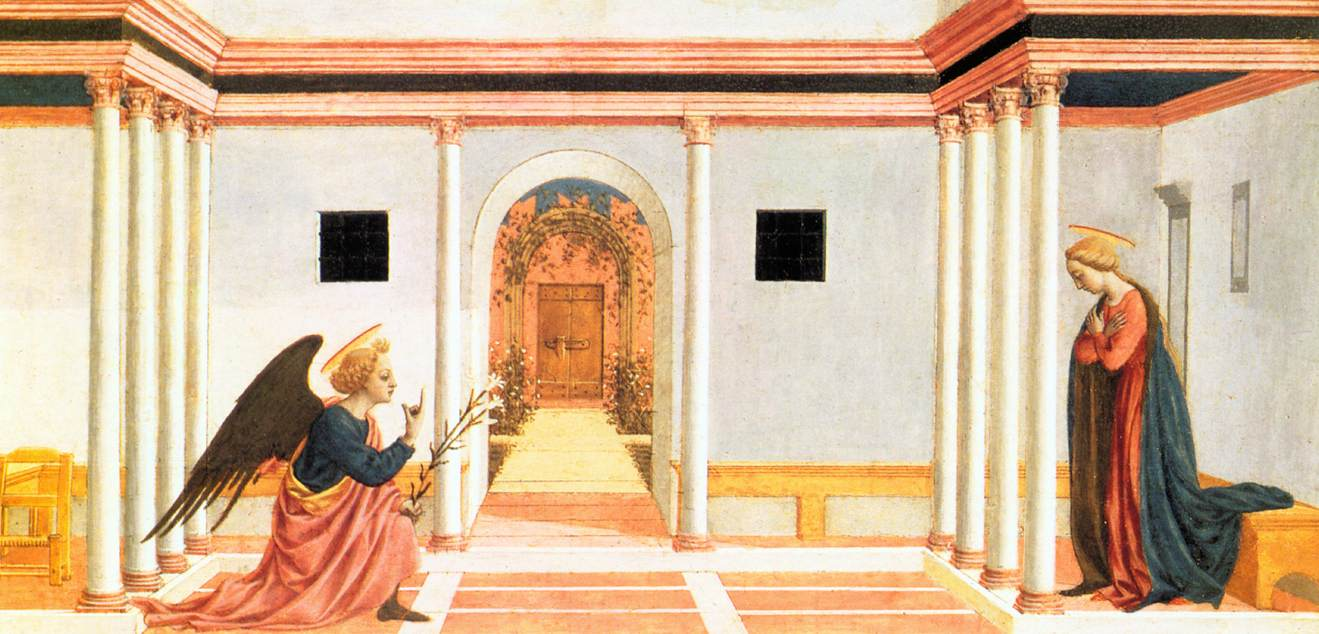
L'Annonciation.
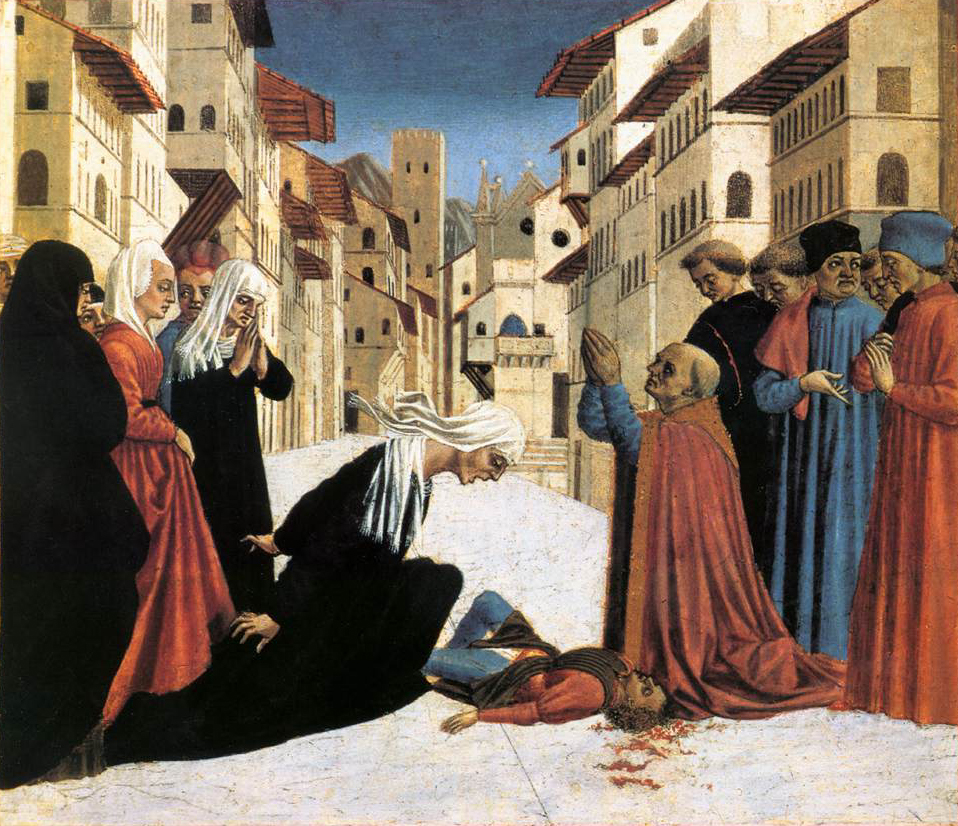
Miracle de saint Zénobe.
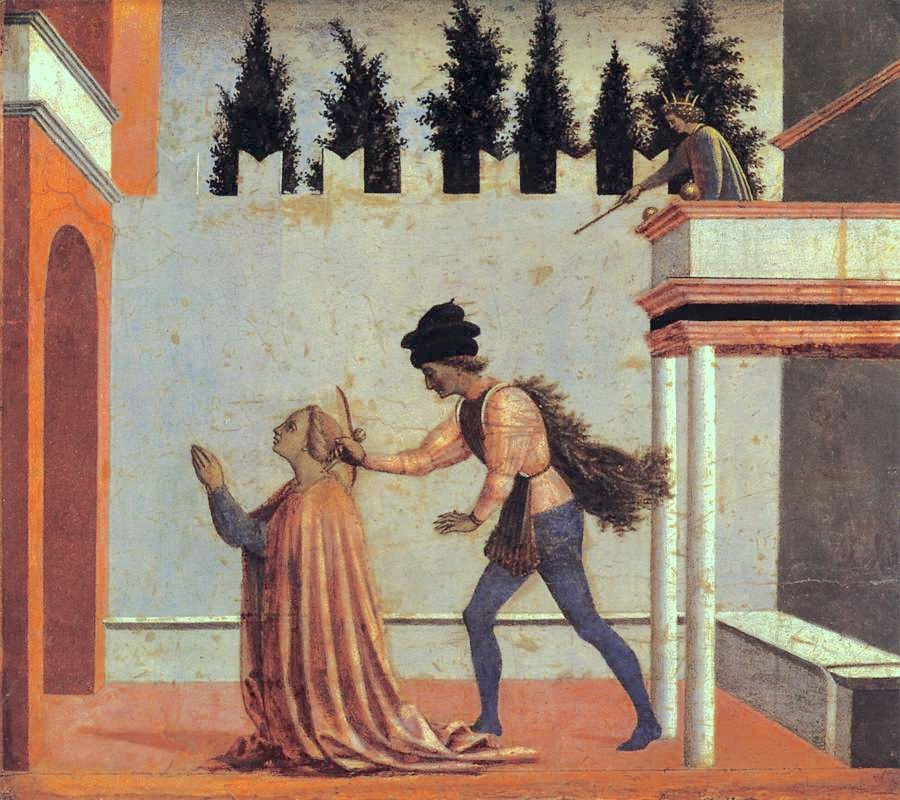
Le Martyre de sainte Lucie